# USL Pro 2012
USL Pro w roku 2012 był drugim sezonem tych rozgrywek. Po raz pierwszy w historii mistrzem USL został klub Charleston Battery, natomiast wicemistrzem Wilmington Hammerheads FC.

## Sezon zasadniczy
| #  | Drużyna                   | M  | Z  | R  | P  | BR+ | BR- | +/- | Punkty | Uwagi                  |
| -- | ------------------------- | -- | -- | -- | -- | --- | --- | --- | ------ | ---------------------- |
| 1  | Orlando City SC           | 24 | 17 | 6  | 1  | 50  | 18  | +32 | 57     | Play Off - Półfinał    |
| 2  | Rochester Rhinos          | 24 | 12 | 5  | 7  | 27  | 23  | +4  | 41     | Play Off - Półfinał    |
| 3  | Charleston Battery        | 24 | 12 | 2  | 10 | 36  | 26  | +10 | 38     | Play Off - Ćwierćfinał |
| 4  | Richmond Kickers          | 24 | 11 | 5  | 8  | 31  | 27  | +4  | 38     | Play Off - Ćwierćfinał |
| 5  | Wilmington Hammerheads FC | 24 | 10 | 7  | 7  | 34  | 32  | +2  | 37     | Play Off - Ćwierćfinał |
| 6  | Harrisburg City Islanders | 24 | 10 | 7  | 7  | 34  | 29  | +5  | 37     | Play Off - Ćwierćfinał |
| 7  | Charlotte Eagles          | 24 | 11 | 3  | 10 | 34  | 26  | +8  | 36     |                        |
| 8  | Los Angeles Blues         | 24 | 9  | 3  | 12 | 26  | 29  | −3  | 30     |                        |
| 9  | Dayton Dutch Lions        | 24 | 4  | 10 | 10 | 20  | 29  | −9  | 22     |                        |
| 10 | Pittsburgh Riverhounds SC | 24 | 4  | 5  | 15 | 20  | 39  | −19 | 17     |                        |
| 11 | Antigua Barracuda FC      | 24 | 5  | 1  | 18 | 16  | 50  | −34 | 16     |                        |

Aktualne na 7 sierpnia 2020. Źródło:
Zasady ustalania kolejności: 1. liczba zdobytych punktów; 2. różnica zdobytych bramek; 3. większa liczba zdobytych bramek.

## Play Off

### Ćwierćfinał
| Drużyna 1          | Wynik | Drużyna 2                 |
| ------------------ | ----- | ------------------------- |
| Richmond Kickers   | 2:3   | Wilmington Hammerheads FC |
| Charleston Battery | 2:1   | Harrisburg City Islanders |

### Półfinał
| Drużyna 1        | Wynik          | Drużyna 2                 |
| ---------------- | -------------- | ------------------------- |
| Orlando City SC  | 3:4            | Wilmington Hammerheads FC |
| Rochester Rhinos | 1:1 (kar. 3:4) | Charleston Battery        |

### Finał
| Drużyna 1          | Wynik | Drużyna 2                 |
| ------------------ | ----- | ------------------------- |
| Charleston Battery | 1:0   | Wilmington Hammerheads FC |